# Али-Наки

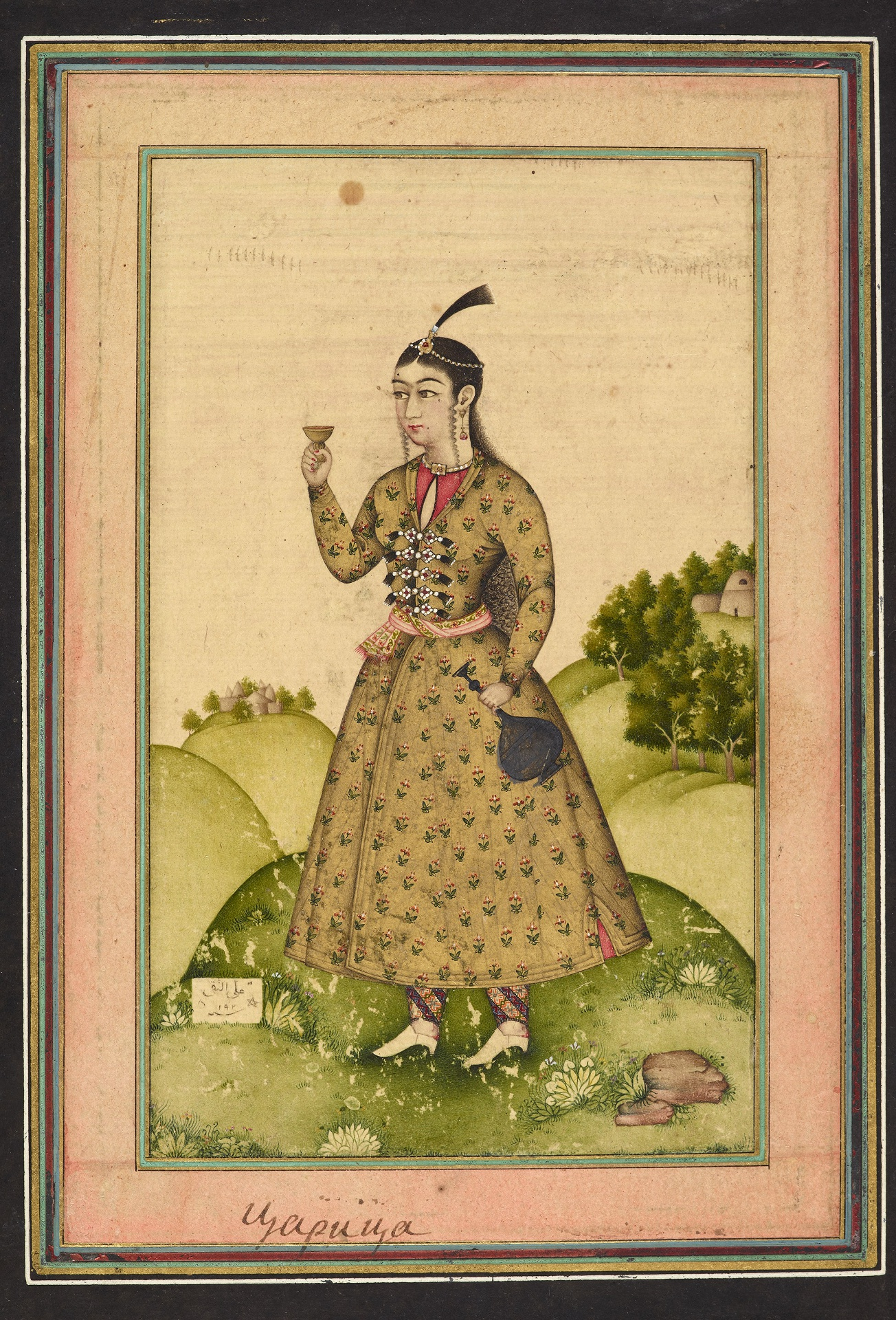
Али-Наки. Женщина с кувшином и чашей. 1681 г. Эрмитаж, Санкт Петербург.

Али-Наки (работал в последней четверти XVII века) — персидский художник, живший во время правления сефевидов и чья подпись стоит на семи миниатюрах, созданных между 1681 и 1700 годами.

## Биография
О жизни Али-Наки известно лишь, что он был сыном художника Шейха Аббаси. И что его брат Мухаммад-Таки был также художником. С именами представителей этого семейства специалисты связывают появление в персидской живописи XVII века особого стиля, в котором традиционные персидские черты были смешаны с европейскими и индийскими элементами.

## Творчество
Подпись «Али-Наки сын Шейха Аббаси» обнаружена:
- на трёх миниатюрах из манускрипта «Шахнаме», проиллюстрированного в конце XVII века (Метрополитен-музей, Нью-Йорк), в которых известный знаток персидской культуры Б. У. Робинсон видит признаки влияния европейской и могольской живописи;
- на миниатюре «Женщина перед зеркалом» из Библиотеки Пирпонта Моргана, Нью-Йорк (1695 год),
- миниатюре «Птица», выполненной в 1700 году,
- на расписном каламдане (пенал для калама) из Тегеранского Археологического музея,
- на миниатюре «Женщина с кувшином и чашей» из собрания Эрмитажа, Санкт Петербург (1681 г.).

Исследователи отмечают, что Али-Наки во многом следовал творческой манере своего отца Шейха Аббаси. Это заметно в эрмитажной работе, на которой изображена женщина с вполне персидской внешностью и в платье, характерном для Исфахана 1680-х годов. Пейзажный фон миниатюры выполнен в манере и технике, которые характерны для произведений его отца.